# Devet života
Devet života (stilizirano IX života) treći je studijski album Aleksandre Prijović. Izdao ga je A Music 26. lipnja 2023. godine.

## Popis pjesama
| Br. | Skladba         | Trajanje |
| --- | --------------- | -------- |
| 1.  | »Devet života«  | 4:08     |
| 2.  | »Dam dam dam«   | 2:44     |
| 3.  | »Placebo«       | 3:20     |
| 4.  | »Psiho«         | 3:17     |
| 5.  | »Kuća strave«   | 3:35     |
| 6.  | »Prvi si počeo« | 2:46     |
| 7.  | »Ludnica«       | 4:38     |
| 8.  | »Zver«          | 2:41     |
| 9.  | »Sve po starom« | 3:50     |

## Izdanja
| Regija | Datum            | Format(i) | Izdavač |
| ------ | ---------------- | --------- | ------- |
| Srbija | 26. lipnja 2023. | streaming | A Music |